# Obsession (film, 1954)
Pour les articles homonymes, voir Obsession.
Pour plus de détails, voir Fiche technique et Distribution.
Obsession est un film français de Jean Delannoy, sorti en 1954.

## Synopsis
Partenaires célèbres au trapèze, Hélène et Aldo le sont également à la ville. Aldo, rongé par le remords, avoue à Hélène qu'il a tué accidentellement un homme, Jim Brunot, son ancien partenaire. L'arrivée d'Alexandre, venu remplacer Aldo blessé, va davantage faire ressurgir le passé du trapéziste. Un soir, après une altercation entre les deux hommes, Alexandre est retrouvé mort. Hélène est persuadée de la culpabilité d'Aldo, mais par amour, elle laisse condamner Louis Bernardin, le dresseur de chiens. Au moment de l'exécution de ce dernier, à bout de nerfs, elle révèle tout le passé d'Aldo au commissaire Chardin. Entre-temps Bernardin a fait des aveux complets. Innocenté, Aldo repart avec Hélène. Au commissariat, l'inspecteur Chardin rouvre le dossier Jim Brunot.

## Fiche technique
- Titre : Obsession - Domanda di grazia (en Italie)
- Réalisateur : Jean Delannoy, assisté de Pierre Zimmer, Jacques Rouffio
- Scénario : D'après la nouvelle de William Irish "Silent as the grave"
- Adaptation : Antoine Blondin, Jean Delannoy, Roland Laudenbach, Gian Luigi Rondi, Cornell Woolrich
- Dialogue : Antoine Blondin, Roland Laudenbach
- Décors : René Renoux
- Costumes : Rosine Delamare, Germaine Lecomte, Renée Collard, Gloriane (pour le cirque)
- Photographie : Pierre Montazel
- Opérateur : Henri Tiquet
- Musique : Paul Misraki
- Montage : James Cuenet
- Son : Jacques Lebreton
- Maquillage : Hagop Arakelian
- Photographe de plateau : Robert Joffres et Léo Mirkine
- Script-girl : Claude Vériat
- Régisseur général : Henry Jaquillard
- Production : Les Films Gibé, Franco-London-Films (Paris) et Continental Produzione (Rome)
- Chef de production : Joseph Bercholz, Henry Deutschmeister
- Directeur de production : Pierre Laurent
- Distribution : Pathé-Consortium
- Tournage du 20 avril au 1er juillet 1954
- Pays de production :  France
- Format : couleur (Eastmancolor) - 1,37:1 - 35 mm - Son mono
- Genre : Policier
- Durée : 103 minutes
- Date de sortie : 
  - France :  28/10/1954
- Affiche : Jean Mascii (France)

## Distribution
- Michèle Morgan : Hélène Giovanni, la femme d'Aldo, trapéziste
- Raf Vallone : Aldo Giovanni, le partenaire et mari d'Hélène
- Marthe Mercadier : Arlette Bernardin
- Jean Gaven : Alexandre Buisson
- Albert Duvaleix : Barnat
- Robert Dalban : L'inspecteur Chardin
- Jean Toulout : Le président des assises
- Dora Doll : L'entraîneuse
- Raphaël Patorni : Bertrand
- Pierre-Jacques Moncorbier : Le greffier de Chardin
- Louis Seigner : L'avocat général
- Olivier Hussenot : Louis Bernardin, le dresseur de chiens
- Jacques Castelot : Maître de Ritter
- Robert Vattier : Le directeur de l'hôtel
- Micheline Gary : Irène
- Paul Demange : Le barman
- Albert Michel : Le réceptionniste de l'hôtel
- Robert Seller : Le régisseur
- Yette Lucas : Mme Brisset, la concierge
- Aimée Fontenay : La chanteuse au trapèze
- René Bourbon : Le gros pensionnaire
- Chantal de Rieux
- Rodolphe Martin : Un enfant Bernardin
- Jacques Moulières : Un enfant Bernardin
- Jean-Marie Bon : Le pensionnaire méridional
- Robert Mercier : Le bistrot
- Jimmy Perrys : Marco, le clown
- Sylvain Lévignac : Un garçon de piste
- Pierre Duncan : Le videur de "l'Escurial"
- Gil Delamare : Un homme de "l'Escurial"
- Ariane Dufy
- Martine Alexis : Olga
- Ernest Varial
- Roland Catalano : Pour le doublage au trapèze
- Yves Rozec : Pour le doublage au trapèze
- Jacques Beauvais
- Maurice Sabrier : Le policier devant le cirque